# Ис-сюр-Тий
Ис-сюр-Тий (фр. Is-sur-Tille) — коммуна во Франции, находится в регионе Бургундия. Департамент коммуны — Кот-д’Ор. Входит в состав кантона Ис-сюр-Тий. Округ коммуны — Дижон.
Код INSEE коммуны — 21317.

## Население
Население коммуны на 2010 год составляло 4183 человека.
| 1962 | 1968 | 1975 | 1982 | 1990 | 1999 | 2010 |
| ---- | ---- | ---- | ---- | ---- | ---- | ---- |
| 2568 | 3448 | 3770 | 4200 | 4050 | 3925 | 4183 |

## Экономика
В 2010 году среди 2559 человек трудоспособного возраста (15—64 лет) 1932 были экономически активными, 627 — неактивными (показатель активности — 75,5 %, в 1999 году было 67,3 %). Из 1932 активных жителей работали 1703 человека (870 мужчин и 833 женщины), безработных было 229 (103 мужчины и 126 женщин). Среди 627 неактивных 215 человек были учениками или студентами, 218 — пенсионерами, 194 были неактивными по другим причинам.